# Черногрудый чиж
Черногрудый чиж (лат. Spinus notatus) — певчая птица из семейства вьюрковых.

## Распространение
Ареал включает территории следующих стран: Мексика, Гватемала, Никарагуа и Гондурас. Птица населяет луга, поросшие кустарником и светлые рощи на высоте от 2 000 до 3 000 м над уровнем моря. Чаще птицы встречаются парами.

## Питание
Питание состоит из семян и цветков травянистых растений.